# Ксантеас, Сотирис
Соти́риос (Соти́рис) Ста́врос Ксанте́ас (греч. Σωτήριος (Σωτήρης) Σταύρος Ξανθέας, англ. Sotirios (Sotiris) Stavros Xantheas; род. Греция) — греко-американский химик и физик, сотрудник Тихоокеанской северо-западной национальной лаборатории — одной из национальных лабораторий Министерства энергетики США, аффилированный профессор департамента химии Вашингтонского университета и адъюнкт-профессор департамента математики и статистики Колледжа искусств и наук Университета штата Вашингтон. Член Американского химического общества и Академии наук штата Вашингтон (2018), действительный член Американского физического общества (2005), Американской ассоциации содействия развитию науки (2009) и Японского общества содействия науке (2011).
h-индекс = 58, процитирован > 12 705 раз.

## Биография

### Образование
Афинский национальный технический университет (бакалавр химической технологии, 1984), Университет штата Айова (доктор философии, 1990), постдокторантура в Тихоокеанской северо-западной национальной лаборатории (1990—1992).

### Карьера
1988—н. в.: главный научный сотрудник (1988—2004), старший научный сотрудник (1993—1998), старший сотрудник (2004—н. в.) Тихоокеанской северо-западной национальной лаборатории.
1996—н. в.: адъюнкт-сотрудник Института электронных структур и лазеров Фонда исследований и технологий Греции (FORTH).
2012—н. в.: приглашённый научный сотрудник Института передовых исследований Мюнхенского технического университета (Германия).
2016—н. в.: аффилированный профессор департамента химии Вашингтонского университета.

## Научная деятельность
Сфера научных интересов: теоретическая, вычислительная, физическая химия и химия атмосферы.

## Награды и почести
- 2003 — Wilhelm Bessel Research Award (Фонд Александра фон Гумбольдта)
- 2003 — Director’s Award for Outstanding Performance (Тихоокеанская северо-западная национальная лаборатория)
- 2009 — Награда от Фонда Александра фон Гумбольдта[15]
- 2013 — Director’s Award for Exceptional Scientific Achievement (Тихоокеанская северо-западная национальная лаборатория)[3][16]
- 2017 — стипендиат Программы Фулбрайта (Стипендиальная программа греческой диаспоры)[4][17]

## Избранные публикации
- E. Miliordos; S. S. Xantheas. «The Origin of the Reactivity of the Criegee Intermediate: Implications for Atmospheric Particle Growth.» Angew. Chem. Int. Ed. 2016, 55, 1015.
- J. A. Fournier, et al. Snapshots of Proton Accommodation at a Microscopic Water Surface: Vibrational Spectral Signatures of the Charge Defect in Cryogenically Cooled H+(H2O)n=2-28 Clusters. J. Phys. Chem. A 2015, 119, 9425.
- E. Miliordos; S. S. Xantheas. «An accurate and efficient computational protocol for obtaining the Complete Basis Set (CBS) limits of the binding energies of water clusters at the MP2 and CCSD(T) levels of theory: Application to (H2O)m, m = 2 — 6, 8, 11, 16 and 17.» J. Chem. Phys. 2015, 142, 234303.
- E. Miliordos; S. S. Xantheas. «Ground and excited states of the [Fe(H2O)6]2+ and [Fe(H2O)6]3+ clusters: Insight into the electronic structure of the [Fe(H2O)6]2±[Fe(H2O)6]3+ complex.» J. Chem. Theory Comput. 2015, 11, 1549.
- C. C. Pradzynski, et al. «Infrared detection of (H2O)20 isomers of exceptional stability: a drop-like and a face-sharing pentagonal prism cluster.» Communication to the Editor, Phys. Chem. Chem. Phys. 2014, 16, 26691.
- S. S. Xantheas; J. C. Werhahn. «Universal scaling of potential energy functions describing intermolecular interactions. I. Foundations and scalable forms of new generalized Mie, Lennard-Jones, Morse, and Buckingham exponential-6 potentials.» J. Chem. Phys. 2014, 141, 064117.
- E. Miliordos; S. S. Xantheas. «On the bonding nature of ozone (O3) and its sulfur-substituted analogues, SO2, OS2, and S3: Correlation between their biradical character and molecular properties.» J. Am. Chem. Soc. 2014, 136, 2808.
- E. Miliordos; K. Ruedenberg; S. S. Xantheas. «Unusual inorganic biradicals: A theoretical analysis.» Angew. Chem. Int. Ed. 2013, 52, 5736.
- G.-L. Hou, et al. «A Combined Gas-Phase Photoelectron Spectroscopic and Theoretical Study of Zeise’s Anion and Its Bromine and Iodine Analogues.» Angew. Chem. Int. Ed. 2012, 51, 6356.
- S. Yoo; S. S. Xantheas. «Enhancement of Hydrogen Storage Capacity in Hydrate Lattices.» Chem. Phys. Lett. 2012, 525—526, 13.[4]